# DeMeco Ryans
DeMeco Ryans (Bessemer, 28 luglio 1984) è un allenatore di football americano ed ex giocatore di football americano statunitense che svolge il ruolo di capo-allenatore degli Houston Texans della National Football League. In precedenza ha giocato nel ruolo di middle linebacker per i Texans e i Philadelphia Eagles. Fu scelto nel corso del secondo giro del Draft NFL 2008 dagli Houston Texans. Al college ha giocato a football all'Università dell'Alabama.

## Carriera professionistica

### Houston Texans
Ryans fu scelto nel secondo giro del draft 2006 dagli Houston Texans. Grazie a una pres-stagione positiva fu nominato middle linebacker titolare. Nella prima gara della stagione guidó la squadra con 12 tackle solitari. Ryans ebbe un notevole impatto nella sua stagione da rookie con i Texans, tanto che a metà stagione guidava la difesa della squadra in placcaggi. Il 3 gennaio 2007 fu premiato come rookie difensivo dell'anno dopo essersi classificato al secondo posto nella lega con 155 tackle (Zach Thomas fu primo con 165), 31 in più del secondo rookie (il linebacker dei Detroit Lions Ernie Sims).
Nella stagione 2007 Ryans fu selezionato per il primo Pro Bowl in carriera. Dopo essere stato nuovamente convocato per il Pro Bowl dopo la stagione 2009, il 30 marzo 2010 firmò un rinnovo contrattuale di 6 anni del valore di 48 milioni di dollari, inclusi 21,75 milioni garantiti.

### Philadelphia Eagles
Il 20 marzo 2012 Ryans fu scambiato con i Philadelphia Eagles per una scelta del quarto giro del Draft NFL 2012 e lo scambio delle scelte del terzo giro delle due squadre. Fu immediatamente nominato middle linebacker della squadra. La sua prima stagione con la nuova squadra si concluse con 113 tackle, un sack, un intercetto e 4 passaggi deviati.
Nella settimana 7 della stagione  2013, Ryans guidò la sua squadra con 8 tackle e mise a segno un sack e un intercetto su Tony Romo dei Dallas Cowboys. Il 4 gennaio 2014 gli Eagles ospitarono i New Orleans Saints nel primo turno dei playoff. Ryan trascinò i suoi con 10 tackle e un intercetto su Drew Brees ma la sua squadra fu sconfitta con un punteggio di 26-24. Si ritiró al termine della stagione 2016.

## Record come capo-allenatore
| Squadra |        | Stagione regolare | Stagione regolare | Stagione regolare | Stagione regolare | Stagione regolare | Playoff | Playoff | Playoff                                                      |
| Squadra | Anno   | Vinte             | Perse             | Pari              | %                 | Posizione         | Vinte   | Perse   | Risultato                                                    |
| ------- | ------ | ----------------- | ----------------- | ----------------- | ----------------- | ----------------- | ------- | ------- | ------------------------------------------------------------ |
| HOU     | 2023   | 10                | 7                 | 0                 | .588              | 1° nell'AFC South | 1       | 1       | Sconfitta nell'AFC Divisional Game contro i Baltimore Ravens |
| Totale  | Totale | 10                | 7                 | 0                 | .588              |                   | 1       | 1       |                                                              |

## Palmarès

### Giocatore
- (2) Pro Bowl (2007, 2009)
- Second-team All-Pro (2007)
- Rookie difensivo dell'anno (2006)
- PFWA All-Rookie Team - 2006

### Allenatore
- Assistente allenatore dell'anno: 1

2022

## Statistiche
| Tackle totali | 749 |
| Sack          | 9,5 |
| Intercetti    | 3   |

Statistiche aggiornate al 24 gennaio 2013